# Mark Coleman
Mark Daniel Coleman  (Fremont, Ohio; 20 de diciembre de 1964) es un exartista marcial mixto, exluchador colegial de NCAA y excompetidor olímpico de lucha amateur estadounidense. Conocido como The Hammer («El martillo»), fue ganador de los torneos de UFC 10 y UFC 11, el primer Campeón de Peso Pesado de UFC y el ganador del torneo de PRIDE 2000 Open Weight Grand Prix. Coleman es reconocido por probar la habilidad de los luchadores para dominar las artes marciales mixtas, en ese entonces un deporte en vías de desarrollo; y por ser el primer peleador de AMM que utilizó efectivamente la estrategia del ground-and-pound. ganando la distinción de The Godfather of Ground & Pound («El padrino del ground-and pound»).
El 1 de marzo de 2008 (UFC 82), entró en el Salón de la Fama de UFC.

## Primeros años
Coleman nació en Fremont, Ohio, en 1964. Comenzó la lucha libre en su adolescencia, y luchó por la Universidad Miami, donde fue dos veces campeón de lucha libre de la conferencia Mid-American. En su último año, se trasladó a Universidad Estatal de Ohio y ganó un campeonato de la NCAA. Fuera de la universidad, se le concedió un puesto en el equipo de EE. UU. de lucha, quedando en segundo lugar (100 kg) en 1991 en el Campeonato Mundial de Lucha Libre FILA que se llevó a cabo en Varna, Bulgaria; y ubicándose séptimo en la tabla general de los Juegos Olímpicos de Barcelona 1992.

## Carrera en artes marciales mixtas

### Regreso a UFC (2008-2010)
En UFC 82, Mark Coleman fue incluido en el salón de la fama de UFC, convirtiéndose en el quinto miembro de dicho grupo. Coleman anunció que no se retiraría y volvería al octágono para pelear contra Brock Lesnar en UFC 87. Sin embargo, Coleman se lesionó la rodilla durante el entrenamiento y se vio obligado a retirarse del combate. Heath Herring lo sustituyó en el evento.
En UFC 109, Coleman se enfrentó con otro miembro del salón de la fama, Randy Couture, tras ser inicialmente programados para pelear en UFC 17 doce años antes. Aquella vez, fue una lesión la que obligó a Couture a abandonar la disputa. Coleman fue derrotado por Couture a través de una sumisión (rear naked choke) en la ronda dos. La pelea fue la primera vez en la que dos miembros del salón de la fama de UFC compitieron.
Tras la derrota de Coleman ante Couture en el evento principal de UFC 109 (su sexta derrota en sus últimas 10 peleas) fue liberado por la promoción.

### Retiro de las AMM
Tras estar inactivo por más de tres años, Coleman anunció por Facebook que se retiraba oficialmente de las competiciones profesionales de artes marciales mixtas a los 48 años de edad.

## Vida personal
Apareció en el documental The Smashing Machine: The Life and Times of Mark Kerr junto con el retirado peleador y excompañero suyo Mark Kerr.
En junio de 2006, se anunció que Coleman sería uno de los nuevos entrenadores en la International Fight League, pero fue incapaz de formar un equipo. Ken Shamrock lo reemplazó.

## Campeonatos y logros
- Ultimate Fighting Championship
  - Salón de la Fama de UFC
  - UFC 10 (Campeón del torneo)
  - UFC 11 (Campeón del torneo)
  - Campeón de Peso Pesado de UFC (Una vez)
  - Pelea de la Noche (Una vez)
  - Participó en el primer y único combate entre miembros del salón de la fama de UFC (UFC 109).

- PRIDE Fighting Championships
  - 2000 Open Weight Grand Prix (Campeón)

- Wrestling Observer Newsletter
  - Pelea del año (1997) vs. Maurice Smith el 27 de julio.

## Récord en artes marciales mixtas
| Récord profesional | Récord profesional | Récord profesional |
| 26 peleas          | 16 victorias       | 10 derrotas        |
| ------------------ | ------------------ | ------------------ |
| Nocaut             | 7                  | 3                  |
| Sumisión           | 5                  | 5                  |
| Decisión           | 4                  | 2                  |

| Resultado | Récord | Oponente                 | Método                        | Evento                              | Fecha                    | Ronda | Tiempo | Localización             | Notas                                                                                |
| --------- | ------ | ------------------------ | ----------------------------- | ----------------------------------- | ------------------------ | ----- | ------ | ------------------------ | ------------------------------------------------------------------------------------ |
| Derrota   | 16–10  | Randy Couture            | Sumisión (rear-naked choke)   | UFC 109                             | 6 de febrero de 2010     | 2     | 1:09   | Las Vegas, Nevada        | Peso Semipesado; primera y única pelea entre miembros del Salón de la Fama de UFC.   |
| Victoria  | 16–9   | Stephan Bonnar           | Decisión (unánime)            | UFC 100                             | 11 de julio de 2009      | 3     | 5:00   | Las Vegas, Nevada        |                                                                                      |
| Derrota   | 15–9   | Maurício Rua             | TKO (golpes)                  | UFC 93                              | 17 de enero de 2009      | 3     | 4:36   | Dublín                   | Pelea de la Noche; Debut en Peso Semipesado.                                         |
| Derrota   | 15–8   | Fedor Emelianenko        | Sumisión (armbar)             | PRIDE 32                            | 21 de octubre de 2006    | 2     | 1:15   | Las Vegas, Nevada        | Última pelea en PRIDE.                                                               |
| Victoria  | 15–7   | Maurício Rua             | TKO (brazo roto)              | PRIDE 31                            | 26 de febrero de 2006    | 1     | 0:49   | Saitama                  |                                                                                      |
| Victoria  | 14–7   | Milco Voorn              | Sumisión (arm-triangle choke) | Bushido Europe: Rotterdam Rumble    | 9 de octubre de 2005     | 1     | 0:56   | Róterdam                 |                                                                                      |
| Derrota   | 13–7   | Mirko Filipović          | KO (golpes)                   | PRIDE 29                            | 20 de febrero de 2005    | 1     | 3:40   | Saitama                  |                                                                                      |
| Derrota   | 13–6   | Fedor Emelianenko        | Sumisión (armbar)             | PRIDE Total Elimination 2004        | 25 de abril de 2004      | 1     | 2:11   | Saitama                  | Ronda de Apertura del PRIDE GP 2004 de Peso Pesado.                                  |
| Victoria  | 13–5   | Don Frye                 | Decisión (unánime)            | PRIDE 26                            | 8 de junio de 2003       | 3     | 5:00   | Yokohama                 |                                                                                      |
| Derrota   | 12–5   | Antônio Rodrigo Nogueira | Sumisión (triangle armbar)    | PRIDE 16                            | 24 de septiembre de 2001 | 1     | 6:10   | Osaka                    |                                                                                      |
| Victoria  | 12–4   | Allan Goes               | TKO (rodillazos)              | PRIDE 13                            | 25 de marzo de 2001      | 1     | 1:19   | Saitama                  |                                                                                      |
| Victoria  | 11–4   | Igor Vovchanchyn         | Sumisión (rodillazos)         | PRIDE Grand Prix 2000 Finals        | 1 de mayo de 2000        | 2     | 3:09   | Tokio                    | Ganó el PRIDE GP 2000.                                                               |
| Victoria  | 10–4   | Kazuyuki Fujita          | TKO (parada del equipo)       | PRIDE Grand Prix 2000 Finals        | 1 de mayo de 2000        | 1     | 0:02   | Tokio                    | Semifinales del PRIDE GP 2000.                                                       |
| Victoria  | 9–4    | Akira Shoji              | Decisión (unánime)            | PRIDE Grand Prix 2000 Finals        | 1 de mayo de 2000        | 1     | 15:00  | Tokio                    | Cuartos de final del PRIDE GP 2000.                                                  |
| Victoria  | 8–4    | Masaaki Satake           | Sumisión (neck crank)         | PRIDE Grand Prix 2000 Opening Round | 30 de enero de 2000      | 1     | 1:14   | Tokio                    | Ronda de Apertura del PRIDE GP 2000.                                                 |
| Victoria  | 7–4    | Ricardo Morais           | Decisión (unánime)            | PRIDE 8                             | 21 de noviembre de 1999  | 2     | 10:00  | Tokio                    |                                                                                      |
| Derrota   | 6–4    | Nobuhiko Takada          | Sumisión (heel hook)          | PRIDE 5                             | 29 de abril de 1999      | 2     | 1:44   | Nagoya                   |                                                                                      |
| Derrota   | 6–3    | Pedro Rizzo              | Decisión (dividida)           | UFC 18                              | 8 de enero de 1999       | 1     | 15:00  | Nueva Orleans, Louisiana |                                                                                      |
| Derrota   | 6–2    | Pete Williams            | KO (patada a la cabeza)       | UFC 17                              | 15 de mayo de 1998       | 1     | 12:38  | Mobile, Alabama          |                                                                                      |
| Derrota   | 6–1    | Maurice Smith            | Decisión (unánime)            | UFC 14                              | 27 de julio de 1997      | 1     | 21:00  | Birmingham, Alabama      | Perdió el Campeonato de Peso Pesado de UFC; Pelea del año (1997).                    |
| Victoria  | 6–0    | Dan Severn               | Sumisión (neck crank)         | UFC 12                              | 7 de febrero de 1997     | 1     | 2:57   | Dothan, Alabama          | Ganó el Campeonato de Peso Pesado de UFC unificado con el Campeonato UFC Superfight. |
| Victoria  | 5–0    | Brian Johnston           | Sumisión (golpes)             | UFC 11                              | 20 de septiembre de 1996 | 1     | 2:20   | Augusta, Georgia         | Ganó el torneo de UFC 11.                                                            |
| Victoria  | 4–0    | Julian Sánchez           | Sumisión (estrangulación)     | UFC 11                              | 20 de septiembre de 1996 | 1     | 0:45   | Augusta, Georgia         |                                                                                      |
| Victoria  | 3–0    | Don Frye                 | TKO (golpes)                  | UFC 10                              | 12 de julio de 1996      | 1     | 11:34  | Birmingham, Alabama      | Ganó el torneo de UFC 10.                                                            |
| Victoria  | 2–0    | Gary Goodridge           | Sumisión (agotamiento)        | UFC 10                              | 12 de julio de 1996      | 1     | 7:00   | Birmingham, Alabama      |                                                                                      |
| Victoria  | 1–0    | Moti Horenstein          | Sumisión (golpes)             | UFC 10                              | 12 de julio de 1996      | 1     | 2:43   | Birmingham, Alabama      |                                                                                      |